# شهرستان بینهای
شهرستان بینهای (به لاتین: Binhai County) یک منطقهٔ مسکونی در چین است که در یانچنگ واقع شده‌است. شهرستان بینهای ۱٬۰۹۰٬۰۰۰ نفر جمعیت دارد.